# День монгольського солдата
День монгольського солдата (монг. Монгол цэргийн баяр) — державне свято у Монголії, яке відзначається щорічно 18 березня.
1946 року постановою Президії Малого Хуралу МНР оголошено цей день святом Монгольської народно-революційної армії і вихідним днем для військовослужбовців. Згодом назва свята кілька разів змінювалася. Відповідно до закону «Про державні свята і знаменні дати», ухваленого 2003 року, відзначався День Збройних Сил, а з 2011 року — День монгольського солдата.

## Історичне тло
У березні 1921 року, на ранніх етапах Монгольської революції 1921 року, монгольська партизанська армія під проводом верховного головнокомандувача Дамдіна Сухе-Батора почала наступ на китайський гарнізон у Кяхта Маймайчен (Алтанбулаг). Незважаючи на те, що китайці чисельно переважали армію Сухе-Батора, яка складалась з 400 осіб, він привів свої війська до перемоги, захопивши містечко. Ця подія вважається датою народження Збройних сил Монголії.

## Святкування
Свято відзначають як цивільне, так і армійське. У війську зазвичай проводиться церемонія підвищення та нагородження. У церемонії покладання вінків на площі Сухе-Батора бере участь начальник Генерального штабу. Президент Монголії як головнокомандувач вітає зі святом і зазвичай цього дня відвідує Національний університет оборони країни. В Улан-Баторі проводяться військові паради і концерти.
У 2021 році відзначалося 100-річчя збройних сил Монголії.